# (73247) 2002 JY40
(73247) 2002 JY40 – planetoida z pasa głównego asteroid okrążająca Słońce w ciągu 3,54 lat w średniej odległości 2,32 j.a. Odkryta 8 maja 2002 roku.